# Lätt flugvikt i fristil i brottning vid olympiska sommarspelen 1980
Herrarnas brottningsturnering i fristil i viktklassen lätt flugvikt vid olympiska sommarspelen 1980 avgjordes i CSKA Moskva i Moskva. 

## Medaljörer
| Klass         | Guld                   | Silver                   | Brons                             |
| Lätt flugvikt | Claudio Pollio Italien | Jang Se-Hong · Nordkorea | Sergej Kornilajev · Sovjetunionen |

## Resultat
Legend
- TF — Vinst genom fall
- IN — Vinst genom att motståndaren skadas
- DQ — Vinst genom passivitet
- D1 — Vinst genom passivitet, vinnaren är också passiv
- D2 — Båda brottarna förlorade på grund av passivitet
- FF — Vinst genom förverkande
- DNA — Anlände inte
- TPP — Totala straffpoäng
- MPP — Matchstraffpoäng

Straff
- 0 — Vinst genom fall, teknisk överlägsenhet, passivitet, skada och förverkande
- 0.5 — Vinst på poäng, 8-11 poängs skillnad
- 1 — Vinst på poäng, 1-7 poängs skillnad
- 2 — Vinst på passivitet,  vinnaren är också passiv
- 3 — Förlust på poäng, 1-7 poängs skillnad
- 3.5 — Förlust på poäng, 8-11 poängs skillnad
- 4 — Förlust genom fall, teknisk överlägsenhet, passivitet, skada och förverkande

### Elimineringsrunda

#### Omgång 1
| TPP | MPP |                            | Poäng     |                       | MPP | TPP |
| --- | --- | -------------------------- | --------- | --------------------- | --- | --- |
| 0   | 0   | Sergej Kornilajev (URS)    | TF / 2:35 | Jorge Frías (MEX)     | 4   | 4   |
| 4   | 4   | Khaled El-Rifai (SYR)      | TF / 7:53 | Rumen Yordanov (BUL)  | 0   | 0   |
| 0   | 0   | László Bíró (HUN)          | TF / 4:39 | Nguyen Van Cong (VIE) | 4   | 4   |
| 3   | 3   | Gheorghe Raşovan (ROU)     | 5 - 12    | Mahabir Singh (IND)   | 1   | 1   |
| 3   | 3   | Jan Falandys (POL)         | 4 - 8     | Claudio Pollio (ITA)  | 1   | 1   |
| 0   | 0   | Mohammad Aktar (AFG)       | TF / 1:27 | Mohammed Jabbar (IRQ) | 4   | 4   |
| 4   | 4   | Gombyn Khishigbaatar (MGL) | TF / 7:43 | Jang Se-Hong (PRK)    | 0   | 0   |

#### Omgång 2
| TPP | MPP |                         | Poäng     |                            | MPP | TPP |
| --- | --- | ----------------------- | --------- | -------------------------- | --- | --- |
| 0   | 0   | Sergej Kornilajev (URS) | TF / 0:44 | Khaled El-Rifai (SYR)      | 4   | 8   |
| 5   | 1   | Jorge Frías (MEX)       | 12 - 10   | Rumen Yordanov (BUL)       | 3   | 3   |
| 4   | 4   | László Bíró (HUN)       | TF / 7:18 | Gheorghe Raşovan (ROU)     | 0   | 3   |
| 8   | 4   | Nguyen Van Cong (VIE)   | TF / 3:56 | Mahabir Singh (IND)        | 0   | 1   |
| 3   | 0   | Jan Falandys (POL)      | 23 - 0    | Mohammad Aktar (AFG)       | 4   | 4   |
| 2   | 1   | Claudio Pollio (ITA)    | 17 - 10   | Gombyn Khishigbaatar (MGL) | 3   | 7   |
| 8   | 4   | Mohammed Jabbar (IRQ)   | TF / 2:41 | Jang Se-Hong (PRK)         | 0   | 0   |

#### Omgång 3
| TPP | MPP |                         | Poäng     |                      | MPP | TPP |
| --- | --- | ----------------------- | --------- | -------------------- | --- | --- |
| 1   | 1   | Sergej Kornilajev (URS) | 8 - 6     | Rumen Yordanov (BUL) | 3   | 6   |
| 8   | 3   | Jorge Frías (MEX)       | 11 - 12   | László Bíró (HUN)    | 1   | 5   |
| 7   | 4   | Gheorghe Raşovan (ROU)  | TF / 1:47 | Jan Falandys (POL)   | 0   | 3   |
| 1.5 | 0.5 | Mahabir Singh (IND)     | 15 - 5    | Claudio Pollio (ITA) | 3.5 | 5.5 |
| 8   | 4   | Mohammad Aktar (AFG)    | TF / 8:30 | Jang Se-Hong (PRK)   | 0   | 0   |

#### Omgång 4
| TPP | MPP |                         | Poäng     |                    | MPP | TPP |
| --- | --- | ----------------------- | --------- | ------------------ | --- | --- |
| 1   | 0   | Sergej Kornilajev (URS) | 17 - 4    | László Bíró (HUN)  | 4   | 9   |
| 5   | 3.5 | Mahabir Singh (IND)     | 5 - 14    | Jan Falandys (POL) | 0.5 | 3.5 |
| 5.5 | 0   | Claudio Pollio (ITA)    | DQ / 7:12 | Jang Se-Hong (PRK) | 4   | 4   |

#### Omgång 5
| TPP | MPP |                         | Poäng  |                     | MPP | TPP |
| --- | --- | ----------------------- | ------ | ------------------- | --- | --- |
| 1   | 0   | Sergej Kornilajev (URS) | 21 - 1 | Mahabir Singh (IND) | 4   | 9   |
| 6.5 | 3   | Jan Falandys (POL)      | 8 - 13 | Jang Se-Hong (PRK)  | 1   | 5   |
| 5.5 |     | Claudio Pollio (ITA)    |        | Bye                 |     |     |

### Sista omgångarna
| TPP | MPP |                      | Poäng     |                         | MPP | TPP |
| --- | --- | -------------------- | --------- | ----------------------- | --- | --- |
|     | 0   | Claudio Pollio (ITA) | DQ / 7:12 | Jang Se-Hong (PRK)      | 4   |     |
| 3   | 3   | Claudio Pollio (ITA) | 1 - 5     | Sergej Kornilajev (URS) | 1   |     |
| 4   | 0   | Jang Se-Hong (PRK)   | TF / 7:23 | Sergej Kornilajev (URS) | 4   | 5   |